# Sverre Kolterud
Pour les articles homonymes, voir Kolterud.
Sverre Kolterud, né le 15 mars 1908 à Dokka (en) et décédé le 7 novembre 1996 à Oslo, est un coureur norvégien du combiné nordique. Son frère, Ole Kolterud a également fait du combiné nordique à haut niveau (8e des Jeux olympiques de 1928).
Sverre Kolterud a terminé à deux reprises à la deuxième place des Championnats du monde en combiné nordique. Il a également remporté à deux reprises le Kongepokal et le prix Damenes (no). Au cours de sa carrière, il a remporté au total plus de 200 prix en combiné nordique, saut à ski et ski alpin.

## Biographie

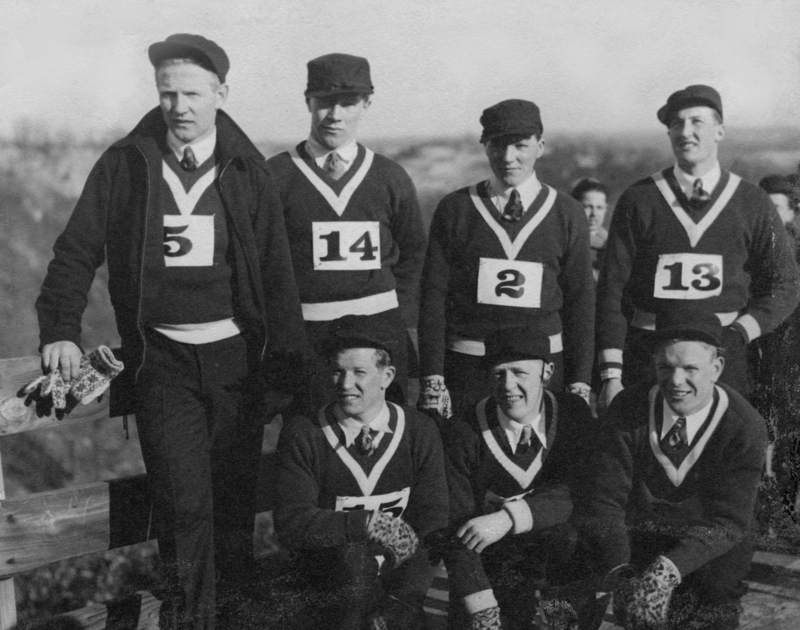
Sverre Kolterud (# 2) avec d'autres athlètes norvégiens du combiné nordique à Lake Placid, 1932.

### Famille
Sverre Kolterud a grandi dans une famille de skieurs la ferme familiale. Les quatre frères et sœurs ont reçu des prix au festival de ski de Holmenkollen.

### Carrière sportive
En 1922, il a remporté dans la catégorie des moins de quatorze ans une course sur le Dronningbakken à Kvænangen. Il termine premier en saut à ski lors de compétitions juniors sur le Tranbergbakken (no) en 1926, 1927 et 1928. En 1927, il termine deuxième de la Granerrennet en junior derrière Sigmund Ruud. Il réalise le record du tremplin avec 53,5 m. Sverre Kolterud a remporté une médaille de bronze au championnat de Norvège junior de saut à ski en 1928. La même année, son frère aîné, Ole Kolterud, a participé à l'épreuve de combiné aux Jeux olympiques de Saint-Moritz.
En 1930, il remporte la Drafns renn ainsi que la Solbergrennet ce qui lui permet de remporter deux Kongepokal. Il domine le Championnat de Norvège de saut à ski (no) ce qui lui permet de remporter Prix Damenes (no).
Sverre Kolterud perce au niveau international en 1931 lors des Championnats du monde, à Oberhof où il a remporté la médaille d'argent derrière Johan Grøttumsbråten en combiné.
Il participe aux Jeux olympiques d'hiver de 1932 à Lake Placid, où il se classe quatrième du combiné nordique derrière les trois autres norvégiens.
En 1933, il a réalisé le record du Gullbekkbakken (no) avec 63,5 m. Aux Championnats du monde de ski nordique 1934, à Sollefteå, il se classe second derrière Oddbjørn Hagen. 
Dans les Championnats du monde 1931 et 1934, il est aussi au départ des compétitions de ski de fond (19e notamment en 1931) et de saut à ski, où il se classe respectivement septième et huitième.
En 1935, il termine 3e d'une concours de saut à Seefeld. Il a été sélectionné pour les Jeux olympiques d'hiver de 1936 à Garmisch-Partenkirchen, mais il a dû renoncer à concourir en raison d'une blessure. En 1936, il a terminé troisième d'un slalom en ski alpin à Innsbruck.
En 1937, il a remporté le championnat des États-Unis de ski alpin et il termine second du championnat du Canada,.

### Après sa carrière sportive
Après sa carrière, il devient skieur professionnel et participe à des exhibitions en Angleterre et aux USA, régulièrement avec la patineuse Sonja Henie,. Il a également participé dans le film Trysil-Knut (no), où il a fait des cascades pour remplacer le personnage principal.
Plus tard, il a travaillé dans plusieurs magasins d'articles de sport à Oslo. Il a terminé sa carrière dans une banque dans la capitale norvégienne.

## Palmarès

### Jeux olympiques
- JO 1932 à Lake Placid :
  - Il finit 4e.
- JO 1936 à Garmisch-Partenkirchen :
  - Blessé, il suit la compétition depuis les tribunes.

### Championnats du monde
| Épreuve / Édition | Épreuve / Édition | Oberhof 1931 | Solleftea 1934 |
| ----------------- | ----------------- | ------------ | -------------- |
| Combiné nordique  | Combiné nordique  | Argent       | Argent         |
| Saut à ski        | Saut à ski        | 7e           | 8e             |
| Ski de fond       | 18 km             | 19e          | 41e            |

### Championnat de Norvège
- Championnat de Norvège de combiné nordique :
  - Il finit 2e en 1934 derrière Hans Vinjarengen.
- Championnat de Norvège de saut à ski (no) :
  - Il remporte le titre en 1930 ce qui lui permet de remporter Prix Damenes (no)[Note 1].

### Festival de ski d'Holmenkollen
Il termine 3e en 1934 et 1935.